# 古田縣 (桂林)
古田縣，明代設置的縣。
洪武十四年（1381年）改古縣為古田縣。隆慶五年（1571年）三月升為永寧州，在今广西壮族自治区桂林市永福縣。